# Bjanka Adžić Ursulov
Bjanka Adžić Ursulov, slovenska kostumografinja in scenografinja črnogorskega rodu, * 19. maj 1950, Nikšić.

## Priznanja
Leta 1997 je prejela nagrado Prešernovega sklada »za dosežke na področju gledališke kostumografije« in leta 2019 še Prešernovo nagrado za življenjsko delo na tem področju.